# Black Messiah (album)
Black Messiah è il terzo album in studio del cantautore neo soul statunitense D'Angelo. Il disco è stato pubblicato a nome D'Angelo and The Vanguard nel dicembre 2014, a 14 anni di distanza dal precedente Voodoo. L'album rappresenta un'ulteriore evoluzione stilistica del musicista ed è stato accolto con plauso universale dalla critica, che ne ha elogiato i contenuti socialmente impegnati e la versatilità stilistica. Il disco è stato inoltre accolto da un buon successo di pubblico: ha debuttato nella top5 della classifica statunitense e alla prima posizione della classifica R&B/Hip-Hop vendendo oltre 117 000 copie nella prima settimana.

## Tracce
1. Ain't That Easy – 4:49
2. 1,000 Deaths – 5:49
3. The Charade – 3:20
4. Sugah Daddy – 5:02
5. Really Love – 5:44
6. Back to the Future Part 1 – 5:22
7. Till It's Done (Tutu) – 3:51
8. Prayer – 4:33
9. Betray My Heart – 5:55
10. The Door – 3:08
11. Back to the Future Part 2 – 2:24
12. Another Life – 5:58